# Gazoduc transanatolien
Le gazoduc transanatolien est un gazoduc qui achemine depuis 2018 du gaz naturel d'Azerbaïdjan en Europe via la Turquie, alimenté par la deuxième tranche du champ Shah Deniz. Le coût de sa construction pilotée par la compagnie nationale azérie SOCAR, a été estimé à 7 milliards de dollars. Son débit initial est de 16 milliards de m3 par an,.

## Historique
Le projet a été annoncé le 17 novembre 2011 lors du troisième forum sur l'énergie et l'économie de la mer Noire à Istanbul. Le 26 décembre 2011, la Turquie et l'Azerbaïdjan ont signé un protocole d'accord établissant un consortium pour la construction et l'exploitation du pipeline. Un film consacré au projet TANAP (Trans-Anatolian Natural Gas Pipeline) a d'abord été présenté. Dans le film, il a été souligné que TANAP est la signature de l'amitié et de la fraternité entre la Turquie et l'Azerbaïdjan à l'Anatolie,.
Au printemps 2012, le processus de réalisation de l'étude de faisabilité technico-économique a été lancé. Le 26 juin 2012, le président azerbaïdjanais Ilham Aliyev et le Premier ministre turc Recep Tayyip Erdoğan ont signé un accord intergouvernemental contraignant sur le gazoduc. En outre, l'accord a été signé par le ministre azerbaïdjanais de l'industrie et de l'énergie, Natig Aliyev, et le ministre turc de l'énergie et des ressources naturelles, Taner Yildiz. L'accord initial sur les questions d'organisation entre BOTAŞ et SOCAR a été signé par Natig Aliyev et Taner Yildiz, le président du SOCAR Rovnag Abdullayev et le vice-directeur général du BOTAŞ, Mehmet Konuk. L'accord du pays hôte a été signé par Taner Yildiz et le président de SOCAR, Rovnag Abdullayev, au nom du TANAP, entre le gouvernement turc et la société TANAP. Le 17 mars 2015, Erdogan et Aliyev ont rencontré Guiorgui Margvelachvili, président de la Géorgie, dans la ville de Kars, dans l'est de la Turquie, afin de jeter officiellement les bases du pipeline et de marquer le début des travaux.

## Inauguration
La cérémonie d’inauguration du projet de TANAP a eu lieu, le 12 juin 2018, dans la ville d’Eskisehir, en Turquie. Mustafa Akinci, président de la république turque de Chypre du Nord, Aleksandar Vucic, président de la république de Serbie, Petro Porochenko, président d’Ukraine, et Recep Tayyip Erdogan, président de la république de Turquie, le président de la république d’Azerbaïdjan, Ilham Aliyev ont participé à la cérémonie,,,.

## Description technique
Le pipeline devrait coûter entre 10 et 11 milliards de dollars américains. Un financement de 800 millions de dollars a été approuvé par la Banque internationale pour la reconstruction et le développement pour le TANAP. Dans l'ensemble, le TANAP recevra environ 3,7 milliards de dollars de prêts, un projet qui coûte environ 8,5 milliards de dollars. La construction devrait débuter en 2015 et s'achever en 2018,,.
La capacité prévue du pipeline serait de 16 milliards de mètres cubes (570 milliards de pieds cubes) de gaz naturel par année au stade initial et serait augmentée plus tard jusqu'à 23 milliards de mètres cubes (810 milliards de pieds cubes) d'ici 2023, 31 milliards de mètres cubes (1,1 billion de pieds cubes) d'ici à 2026, et au stade final de 60 milliards de mètres cubes (2,1 billions de pieds cubes) pour transporter d'autres approvisionnements en gaz provenant d'Azerbaïdjan et, si le gazoduc trans-caspien, du Turkménistan. Sa capacité serait augmentée en ajoutant des boucles parallèles et des stations de compression en fonction de l'augmentation des approvisionnements disponibles. Il n'est pas encore décidé si le pipeline utilisera des tuyaux de 48 ou 56 pouces (1 200 ou 1 400 mm). La hauteur maximale du pipeline est de 2 700 mètres au-dessus du niveau moyen de la mer,,.

## Tracé
L'oléoduc TANAP traverse 20 provinces de la Turquie - Ardahan, Kars, Erzurum, Erzincan, Bayburt, Gümüşhane, Giresun, Sivas, Yozgat, Kırşehir, Kırıkkale, Ankara, Eskişehir, Bilecik, Kütahya, Bursa, Balikesir, Çanakkale, Tekirdağ et Edirne. Le gazoduc commencera à partir du terminal de Sangachal et dans le territoire de l'Azerbaïdjan, il s'agira de l'expansion du gazoduc existant du sud du Caucase (SCPx). Du point final de SCPx qui se trouve à Erzurum il sera poursuivi à Eskishehir où il déchargera 6bcm de gaz autorisé aux acheteurs turcs. De la frontière Turquie-Grèce, il continuera à travers la Grèce, l'Albanie et se terminera en Italie. L'itinéraire exact du pipeline n'est pas clair. Cependant, il a été annoncé qu'une branche de Turquie irait en Grèce et l'autre en Bulgarie. Il serait connecté avec Trans Adriatic Pipeline. Le gouvernement turc a déclaré en mars 2015 qu'une branche de la Grèce à travers la Macédoine et la Serbie à la Hongrie était également à l'étude,,,.

## Actionnaires
Le TANAP sera exploité par SOCAR, qui détient actuellement une participation de 58 % dans le projet. L'opérateur turc de pipelines BOTAŞ détient 30 %, tandis que BP a acquis 12 % du projet le 13 mars 2015. La société de projet TANAP aura son siège aux Pays-Bas.
Initialement, l'Azerbaïdjan détenait 80 % du capital, la Turquie étant propriétaire du reste. La participation turque était divisée entre la société turque amont TPAO (15 %) et l'opérateur turc BOTAŞ (5 %). Les sociétés internationales du consortium Shah Deniz (BP, Statoil et Total) avaient une option pour prendre jusqu'à 29 % dans le TANAP. Cependant, seule BP a exercé cette option en décembre 2013. Le gouvernement turc a décidé alors que seul BOTAŞ détiendrait une participation (20 %) dans le TANAP. L'opérateur de pipeline turc a acquis 10 % supplémentaires en mai 2014. Le plan initial de SOCAR était de conserver 51 % et l'exploitation du projet. Plusieurs entreprises turques privées s'étaient intéressées aux 7 % restants, mais cela ne s'est pas concrétisé,.

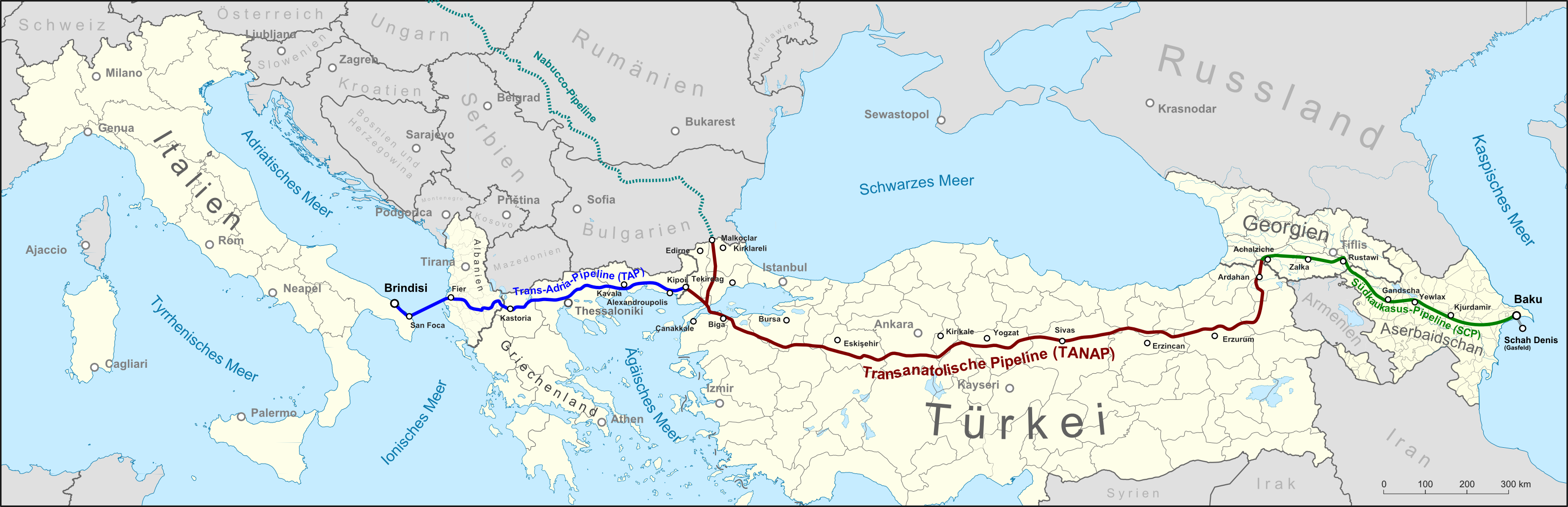
Carte de TANAP.

## Complément